# Бычков, Михаил Владимирович
Михаил Владимирович Бычков (род. 15 февраля 1957, Краснодар) — российский театральный режиссёр

, основатель и художественный руководитель Воронежского Камерного театра, основатель Международного Платоновского фестиваля искусств.

## Биография
В 1980 году окончил режиссерский факультет ГИТИСа (курс Марии Кнебель).
Проходил военную службу в театре Балтфлота г. Лиепая Латвийской ССР.
В 1983—1985 годы — главный режиссёр Алтайского ТЮЗа в Барнауле.
В 1986—1988 годы — режиссёр Иркутского ТЮЗа.
В 1988—1993 годы — главный режиссёр Воронежского ТЮЗа.
С 1993 года — основатель, режиссёр и художественный руководитель Воронежского Камерного театра.
С 2011 года по 2022 год — художественный руководитель Международного Платоновского фестиваля искусств.
В 2018 году в соответствии с указом Президента России включён в состав Совета при Президенте по культуре и искусству, из которого вышел весной 2022 года.
Ставил спектакли в Москве, Петербурге, городах России и театрах Литвы, Латвии, Эстонии.
В 2022 году Бычков подписал «письмо худруков», осуждающее российское вторжение на территорию Украины.
В ноябре 2023 года Михаила Бычкова отстранили от должности руководителя Воронежского Камерного театра за его антивоенную позицию по российско-украинской войне.

## Театральные работы
Спектакли в Воронежском Камерном театре:
- «Береника» Ж. Расина
- «Сторож» Г. Пинтера
- «Jamais» по мотивам песен Александра Вертинского
- «Маскарад» по М. Лермонтову
- «Персона» по мотивам сценария И. Бергмана
- «Стулья» Э. Ионеско
- «Моцарт, Сальери и Смерть» по А. Пушкину, Вл. Набокову
- «Дядюшкин сон» по Ф. Достоевскому
- «Вечность и еще один день» М. Павича
- «Фрёкен Жюли» А. Стриндберга
- «Двенадцатая ночь» У. Шекспира
- «Две маленькие пьесы» Л. Бугадзе и М. Дурненкова
- «Зима» Е. Гришковца
- «Тойбеле и ее демон» И. Башевиса-Зингера
- «Каин» Дж. Байрона
- «Калека с острова Инишмаан» М. Макдонаха
- «Гедда Габлер» Г. Ибсена
- «Мандельштам» по стихам и письмам О. Мандельштама
- «До и После» Р. Шиммельпфенниг
- «Электра и Орест» по Еврипиду
- «Циники» А. Мариенгофа
- «Дураки на периферии» А. Платонова
- «Доходное место» А. Островского
- «Сказка Жизни» Н. Тэффи
- «14 красных избушек» А. Платонова
- «Игроки» Н. Гоголя
- «Борис Годунов» А. Пушкина
- «День Города», вербатим-монологи горожан
- «Дядя Ваня», А. Чехова
- «Гроза» А. Островского
- «Антигона» Ж. Ануя
- «Бальзаминов» А. Островского
- «Кабала святош» М.Булгакова
- «Привидения» Г. Ибсена
- «Выбрать троих», Д. Данилов
- «Иранская конференция» по мотивам пьесы И. Вырыпаева
- «Олеанна» Д. Мэмета
- «Мещане» М. Горького

Работы в музыкальном театре:
- Опера «Искатели жемчуга», Ж. Бизе. Театр оперы и балета, Воронеж.
- Опера «Вертер», Ж. Массне. Музыкальный театр им. Станиславского и Немировича-Данченко, Москва.
- Опера «Дон Жуан», В.А Моцарт. Театр оперы и балета, Воронеж.
- Опера «Родина электричества», А. Платонов. Театр оперы и балета, Воронеж.
- Опера «Свадьба Фигаро», В.А Моцарт. Театр оперы и балета, Воронеж.

Работы в других театрах:
- Алтайский ТЮЗ: «Дон Кихот» М. Булгакова, «Песнь о Гайавате» Г. Лонгфелло, «Бумажный патефон» А. Червинского, «Прости меня» В. Астафьева
- Воронежский ТЮЗ: «Над пропастью во ржи» по Дж. Сэлинджеру, «Каштанка» по А. Чехову, «Палата № 6» по А. Чехову, «Скрипка Ротшильда» по А. Чехову, «Эвридика» Ж. Ануя, «Носороги» Э. Ионеско.

## Призы и награды
- 1995 — Лауреат международной премии им. К. С. Станиславского — за создание Камерного театра и постановку спектаклей «Сторож», «Персона», «Jamais»
- 2003 — Лауреат премии фестиваля «Новая драма» (Москва) в номинации «лучшая работа режиссера», спектакль «Две маленькие пьесы», Л. Бугадзе и М. Дурненков
- 2013 — Медаль ордена «За заслуги перед Отечеством» II степени — за большие заслуги в развитии отечественной культуры и искусства, многолетнюю плодотворную деятельность[4]
- 2013 — Заслуженный деятель искусств Воронежской области
- 2014 — Премия Правительства Российской Федерации имени Фёдора Волкова — за вклад в развитие театрального искусства Российской Федерации
- 2020 — Лауреат Платоновской Премии — за создание новаторского театра и фестивального движения на родине Андрея Платонова
- 2021 — офицер ордена Искусств и литературы — за особый вклад в развитие французского и мирового искусства
- 2022 — Почётный знак «За добросовестный труд и профессионализм» — за многолетнюю творческую деятельность, большой личный вклад в развитие театрального искусства на территории Воронежской области и в связи с 65-летием со дня рождения